# چاپ‌نقش چوبی

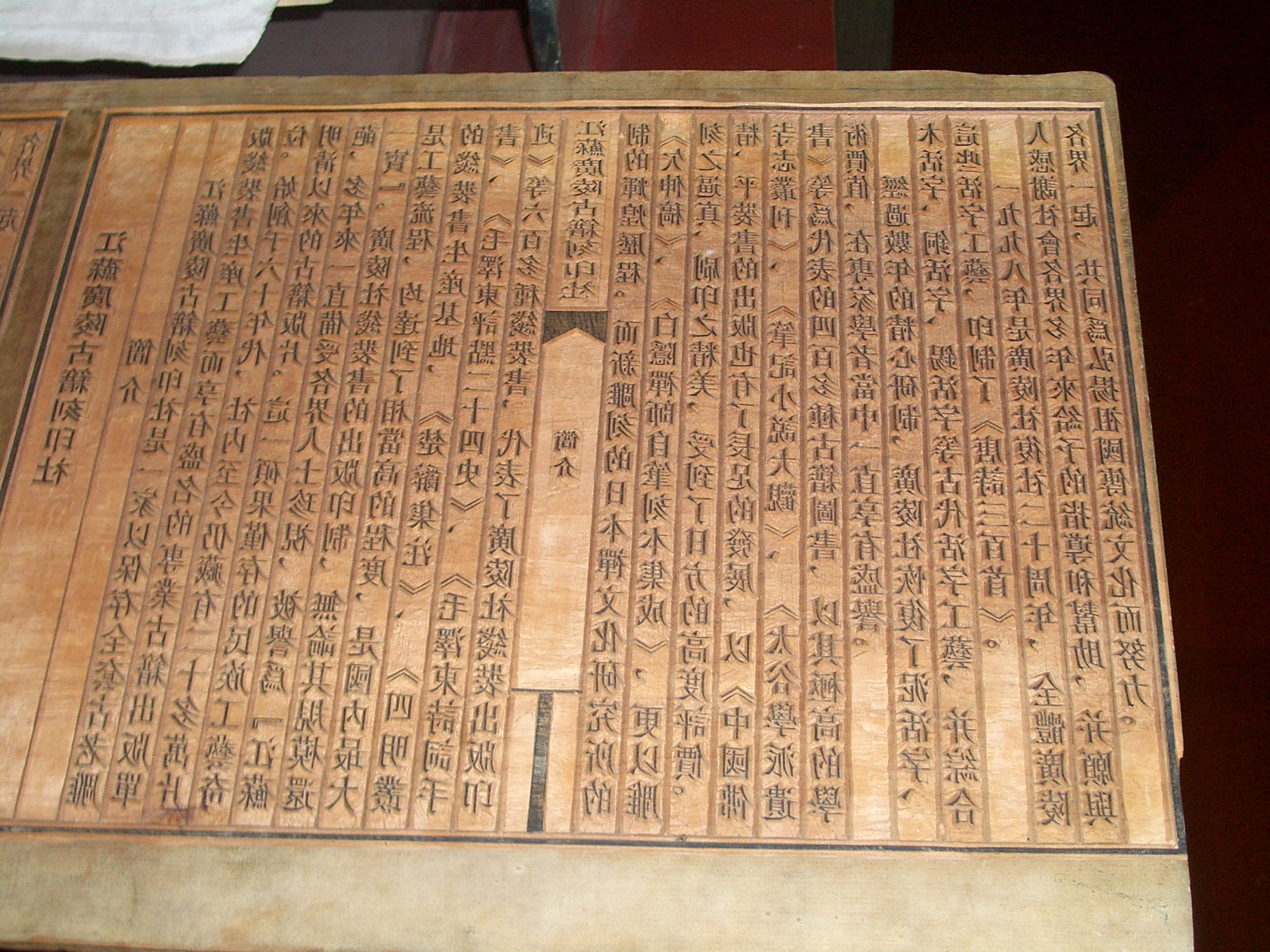
یک باسمه چوبی از موزهٔ چاپ در یانگژو

چاپ‌نقش چوبی یا چاپ چوبی یا آجُرَک (انگلیسی: Woodblock printing) یا لوح چوبین‌چاپ، یک تکنیک هنری برای چاپ متن، نگاره یا الگوهای هنری است که به شکل گسترده‌ای در سراسر شرق آسیا و از زمان‌های بسیار قدیم مورد استفاده قرار گرفته. منشأ و پیدایش این هنر را چین باستان می‌دانند که در آنجا به عنوان یک روش چاپ بر روی پارچه و کاغذ کاربرد بسیاری داشته.
به عنوان یک روش تلفیقی چاپ بر روی پارچه، اولین نمونهٔ بازمانده به سال ۲۲۰ قبل از میلاد باز می‌گردد. چاپ‌نقش چوبی سنتی، بازمانده از رایج‌ترین روش‌های چاپ کتاب و متون دیگر در شرق آسیا است. در زمینهٔ نقش و نگار تا قرن نوزدهم می‌توان به اوکی‌یوئه که یک نوع از هنر چاپ ژاپنی در قالب چاپ‌نقش چوبی است اشاره داشت. عمده استفادهٔ اروپاییان از این شیوهٔ چاپ، تکنیک هنری چاپ بر روی کاغذ توسط هنر حکاکی روی چوب بود که به جز بلوک کتاب عمدتاً در قرن پانزدهم رواج داشت.

## چگونگی
جیا شیا روشی برای رنگ‌رزی منسوجات(به ویژه ابریشم) با تکه‌های چوب است که در سده‌ی پنج و شش میلادی در چین اختراع شد. پارچه، چندبار تا می‌شود و بین دو تکه‌‌چوبِ دارایِ نقش و نگار قرار می‌گیرد. این دو تکه‌چوب دارای محفظه‌های رنگ هستند و می‌توان با جابه‌جایی آن‌ها و تعویض رنگ‌هایشان سطح بزرگی از پارچه را رنگ کرد. با این حال این روش را نمی‌توان چاپ دانست چون همراه با فشار نیست.

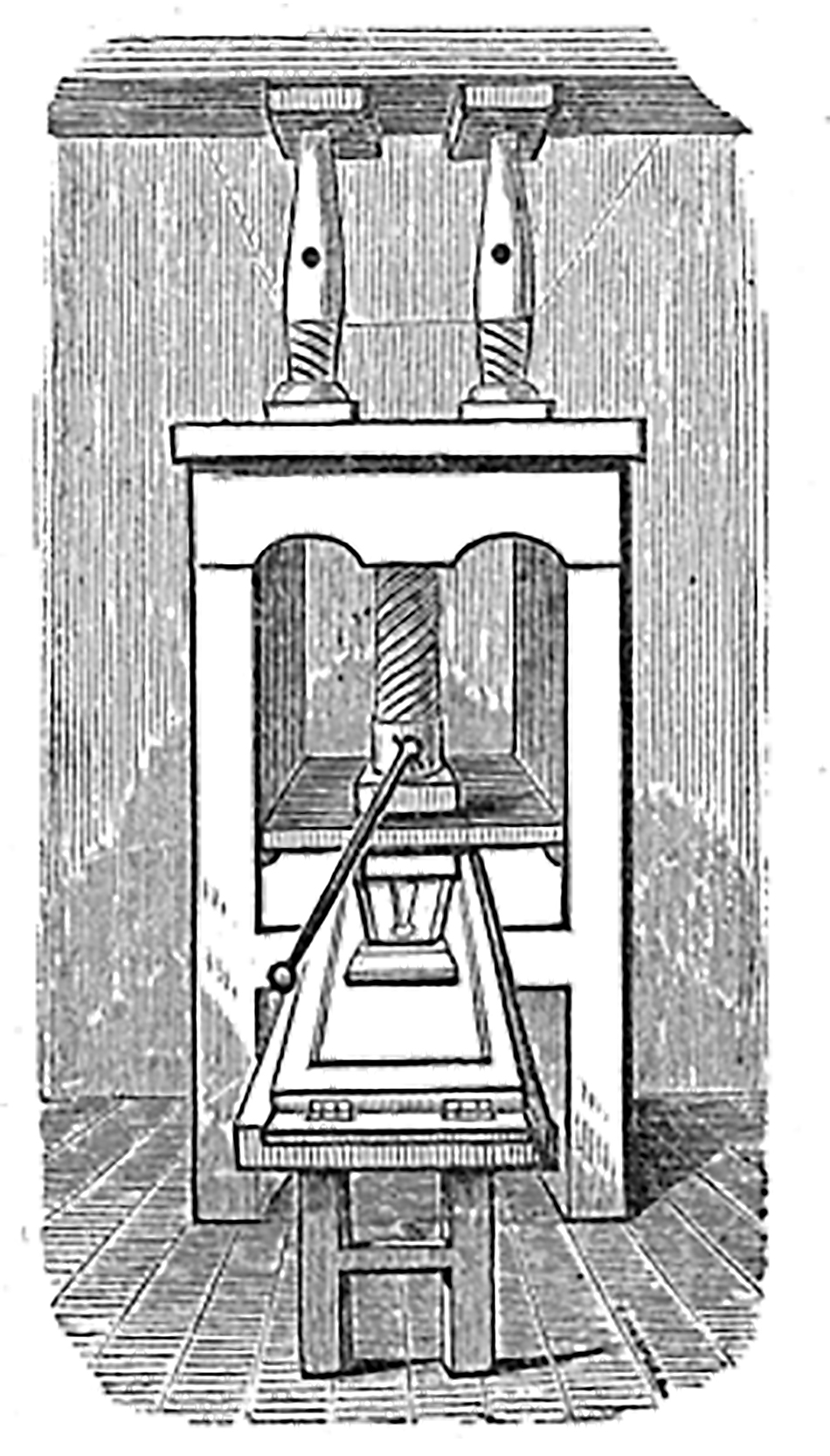
چاپ روی چوب، حکاکی در تایپوگرافی اولیه اثر ویلیام اسکین، کلمبو، سیلان، ۱۸۷۲

### چاپ نقش رنگی
کهن‌ترین چاپ‌نقشِ چوبیِ رنگیِ یافت‌شده مربوط به جاده ابریشم، سلسله هان در چین و ترکیبی از سه رنگ است. رنگ در چاپ چوبی در شرق آسیا بسیار مهم است. در چین، نخستین نمونه شناخته‌شده، یک سوترای الماس در سال ۱۳۴۱ است که به رنگ سیاه و قرمز در معبد زیفو در استان هوبی امروزی چاپ شده‌است. قدیمی‌ترین کتابِ چاپ‌شده در بیش از دو رنگ، کتاب تاریخ چنگشی مویوان (به چینی: 程氏墨苑)، پیرامون کیک های جوهر، چاپ شده در سال ۱۶۰۶ است. نمونه‌های قابل توجه، رساله هو ژنگیان در مورد نقاشی‌ها و نوشته‌های استودیویِ ده بامبو در سال ۱۶۳۳ و کتابچه راهنمای نقاشی باغ دانه خردل منتشرشده در سال‌های ۱۶۷۹ و ۱۷۰۱ است.

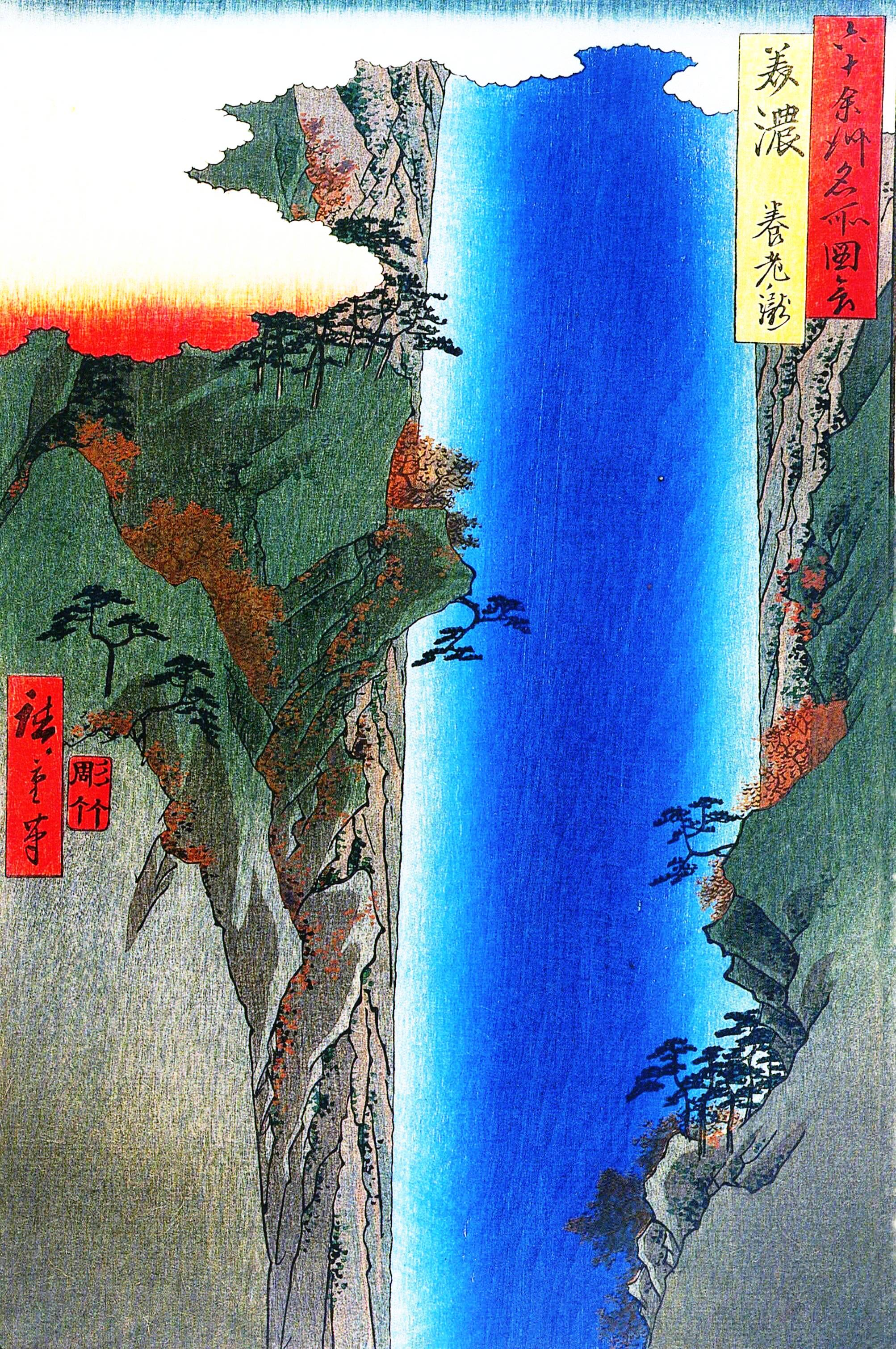
«ولایت مینو: یورو تاکی» از مجموعه «نماهای مکان‌های معروف در شصت و چند استان» اثر هیروشیگه، هنرمند اوکیویی